# Puerto Rey (islas Malvinas)
Puerto Rey (en inglés: Port King) es una entrada de mar ubicada en la costa suroeste de la isla Soledad, en las islas Malvinas. Se encuentra en el estrecho de San Carlos, entre el rincón Ruana y el rincón del Fuego, frente a los islotes Tyssen.

## Historia
Durante la guerra de las Malvinas, el 16 de mayo de 1982, se libró una acción aeronaval menor en este puerto, que culminó con la inutilización del buque argentino ELMA Río Carcarañá por parte de los británicos.